# Теффі Надія Олександрівна
Надія Олександрівна Теффі (справжнє прізвище Лохвицька, в шлюбі Бучинська; 9 (21) травня 1872 (за іншими даними — 26 квітня (8 травня)) 1872 року, Санкт-Петербург, Російська імперія — 6 жовтня 1952 року, Париж, Франція) — російська письменниця і поетеса, мемуаристка, перекладачка, авторка таких відомих оповідань, як «Демонічна жінка» та «Ке фер». Після Жовтневого перевороту емігрувала. Сестра поетеси Мірри Лохвицької та соратника адмірала Олександра Колчака, генерала Миколи Лохвицького.

## Біографія
Надія Олександрівна Лохвицька народилася в травні 1872 року в Санкт-Петербурзі в родині адвоката Олександра Володимировича Лохвицького (1830—1884) і його дружини Варвари Олександрівни. Навчалася в Літейной жіночій гімназії, яку закінчила в 1890 році.
У 1892 році, після народження першої доньки, оселилася разом зі своїм першим чоловіком Владиславом Бучинським у його маєтку під Могилевом. У 1900 році, вже після народження другої дочки Олени і сина Янека, розійшлася з чоловіком і переїхала до Петербурга, де почала літературну кар'єру.
У 1910 році у видавництві «Шиповник» вийшла перша книга віршів «Сім вогнів» і збірник «Гумористичні оповідання».
Була відома сатиричними віршами і фейлетонами, входила до складу постійних співробітників журналу «Сатирикон». Сатира Теффі часто носила дуже оригінальний характер. Так, наприклад, вірш «Із Міцкевича» 1905 року було засновано на паралелі між широко відомою баладою Адама Міцкевича «Воєвода» і конкретною злободенною подією, що сталася перед цим. Розповіді Теффі систематично друкували такі авторитетні паризькі газети і журнали як «Майбутня Росія», «Ланка», «Русские записки», «Сучасні записки». Шанувальником Теффі був імператор Микола II, ім'ям Теффі були названі цукерки. За пропозицією Володимира Леніна оповідання 1920-х років, де описувалися негативні сторони емігрантського побуту, виходили в СРСР у вигляді піратських збірок до тих пір, поки письменниця не виступила з публічним обвинуваченням.
Після закриття в 1918 році газети «Русское слово», де Теффі працювала, вона відправилася до Києва й Одеси з літературними виступами. Ця поїздка привела її до Новоросійська, звідки влітку 1919 року вона відправилася до Туреччини. Восени 1919 року вона була вже в Парижі, а в лютому 1920 року в паризькому літературному журналі з'явилися два її вірші, в квітні вона організувала літературний салон. У 1922—1923 роках письменниця жила в Німеччині.
З середини 1920-х років жила у фактичному шлюбі з Павлом Андрійовичем Тікстоном (? — 1935).
Померла Теффі 6 жовтня 1952 року в Парижі, через два дні її відспівали в Олександро-Невському соборі в Парижі і поховали на російському цвинтарі Сент-Женев'єв-де-Буа.
Її називали першою російською гумористкою початку XX століття, «королевою російського гумору», проте вона ніколи не була прихильницею чистого гумору, завжди поєднувала його з сумом і дотепними спостереженнями навколишнього життя. Після еміграції сатира і гумор поступово перестають домінувати в її творчості, спостереження над життям набувають філософського характеру.

## Псевдонім
Вперше ім'я Теффі (ще без ініціалів) з'являється в 51-му номері журналу «Театр і мистецтво», у грудні 1901 року (це друга публікація письменниці). Можливо, Теффі взяла псевдонім тому, що задовго до початку літературної діяльності популярність здобула її старша сестра — поетеса Мірра Лохвицька, яку критики прозвали «російською Сафо». (До початку своєї літературної кар'єри Теффі вже розійшлася з першим чоловіком, за якого носила прізвище Бучинська). На думку дослідників творчості Теффі Є. М. Трубілової та Д. Д. Ніколаєва, псевдонім для Надії Олександрівни, яка любила містифікації і жарти, а також була автором літературних пародій, фейлетонів, став частиною літературної гри, спрямованої на створення відповідного образу авторки.
Версія походження псевдоніму викладена самою письменницею в оповіданні «Псевдонім». Вона не хотіла підписувати свої тексти чоловічим ім'ям, як це часто робили сучасні їй письменниці: «Ховатися за чоловічий псевдонім не хотілося. Легкодухо і боязко. Краще вибрати що-небудь незрозуміле, ні те ні се. Але — що? Потрібно таке ім'я, яке принесло б щастя. Найкраще ім'я якого-небудь дурня — дурні завжди щасливі». Їй «згадався <…> один дурень, дійсно відмінний і того ж такий, яким щастило, значить, самою долею за ідеального дурня визнаний. Звали його Степан, а домашні називали його Стеффі. Відкинувши з делікатності першу букву (щоб дурень не зазнався)»письменниця «вирішила підписати п'єску свою „Теффі“». Після успішної прем'єри цієї п'єси в інтерв'ю журналістові на питання про псевдонім Теффі відповіла, що «це… ім'я одного дур…, тобто таке прізвище». Журналіст зауважив, що йому «сказали, що це з Редьярда Кіплінга». Теффі, згадавши таке ім'я у Кіплінга, а також пісню «Taffy was a walesman / Taffy was a thief…» з «Трільбі», погодилася з цією версією.
Дійсно, у Редьярда Кіплінга в оповіданні «Як було написано перший лист» із збірки «Просто казки» (опублікована у 1902 році) є героїня, маленька дівчинка по імені (в українських перекладах) Таффімай Металлумай, або Таффі (англ. Taffy, Теффі). У надзвичайно популярному в свій час романі «Трільбі» англійського письменника Джорджа Дюмор'є є персонаж на ім'я Теффі (в українських перекладах роману, що вийшли в 1896—1897 роках, Таффі). У 1898 році Григорій Ге написав драму «Трільбі» за створеною в 1895 році сценарною версією роману. Ця п'єса йшла у російських театрах (наприклад, в Театрі Корша у вересні 1900 р.). Згадувана пісня (яка насправді в романі відсутня) — популярна англійська дитяча пісенька англ. Taffy was a Welshman, Taffy was a thief (Теффі був валлійцем, Теффі був злодієм; Теффі — глузливе прізвисько валлійців).
Однак прем'єра п'єси «Жіноче питання», що згадується в оповіданні, відбулася тільки в 1907 році, коли Теффі вже активно публікувалася під цим псевдонімом у петербурзьких газетах. Тим не менш, цю версію приймають, в числі інших. Тобто М. Трубілова й біограф письменниці Елізабет Нітраур.
Ще одне можливе джерело — творчість англійської письменниці Едіт Несбіт, з яким Надія Лохвицька була знайома. У казці «Визволителі своєї вітчизни» героїнею була дівчинка на ім'я Еффі.

## Творчість

### В Росії
З дитинства вона захоплювалася класичною російською літературою. Її кумирами були Олександр Пушкін і Лев Толстой, вона цікавилася сучасною літературою й живописом, дружила з художником Олександром Бенуа. Також на Теффі справили величезний вплив Микола Гоголь, Федір Достоєвський та її сучасники Федір Сологуб і Аркадій Аверченко.
Писати Надія Лохвицька почала ще в дитинстві, але літературний дебют відбувся майже в тридцятирічному віці. Перша публікація Теффі відбулася 2 вересня 1901 року в тижневику «Север» — це був вірш «Мені снився сон, божевільний і прекрасний…»
Сама Теффі згадувала про свій дебют так: «Взяли мій вірш і віднесли його до ілюстрованого журналу, не кажучи мені про це ні слова. А потім принесли номер журналу, де вірш надруковано, що дуже мене розсердило. Я тоді друкуватися не хотіла, тому що одна з моїх старших сестер, Мірра Лохвицька, вже давно і з успіхом друкувала свої вірші. Мені здавалося чимось смішним, якщо всі ми поліземо в літературу. Між іншим, так воно і вийшло… Отже — я була незадоволена. Але коли мені прислали з редакції гонорар — це справило на мене саме втішне враження».
У 1905 році її оповідання друкувалися в додатку до журналу «Нива».
В роки Першої російської революції (1905—1907) Теффі складає гострозлободенні вірші для сатиричних журналів (пародії, фейлетони, епіграми). В цей же час визначається основний жанр всієї її творчості — гумористичні оповідання. Спочатку в газеті «Речь», потім у «Біржових новинах» в кожному недільному випуску друкуються літературні фейлетони Теффі, які незабаром принесли їй всеросійську любов.
У дореволюційні роки Теффі користувалася великою популярністю. Була постійною співробітницею в журналах «Сатирикон» (1908—1913) і «Новий Сатирикон» (1913—1918), якими керував її друг Аркадій Аверченко.
Поетична збірка «Сім вогнів» була видана в 1910 році. Книга залишилася майже непоміченою на тлі приголомшливого успіху прози Теффі. Всього до еміграції письменниця опублікувала 16 збірок, а за все життя — більше 30. Крім того, Теффі написала і переклала кілька п'єс. Її перша п'єса «Жіноче питання» була поставлена петербурзьким Малим театром.
Наступним її кроком було створення в 1911 році двотомника «Гумористичні оповідання», де вона критикує людські забобони, а також зображує життя петербурзьких «дамочок» і трудового народу, словом, дріб'язкові повсякденні «дурниці». Іноді в поле зору автора потрапляють представники трудового народу, з якими стикаються основні герої, це здебільшого куховарки, покоївки, малярі, представлені тупими і безглуздими істотами. Буденність і повсякденність помічені Теффі зло і влучно. До свого двотомника вона виклала такий епіграф з «Етики» Бенедикта Спінози, який точно визначає тональність багатьох її творів: «Бо сміх є радість, а тому сам по собі — благо».

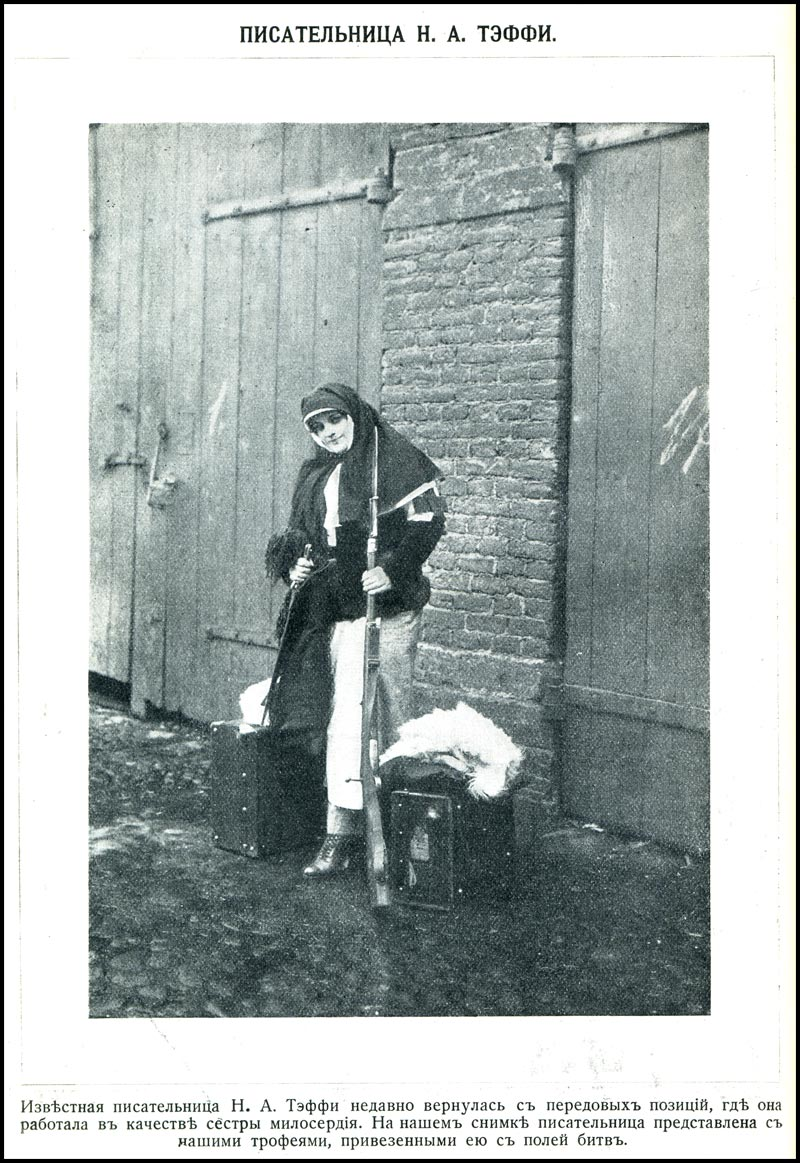
Н. Теффі у роки Першої світової війни

У 1912 році письменниця створює збірку «І стало так», де описує не соціальний тип міщанина, а показує буденність сірих буднів, в 1913 році — збірка «Карусель» (тут центральний образ — проста людина, роздавлена життям) і «Вісім мініатюр», у 1914 році — «Дим без вогню», у 1916 році — «Життя-буття», «Неживий звір» (де описується відчуття трагічності і неблагополуччя життя; позитивним ідеалом для Теффі тут є діти, природа, народ).
Події 1917 рок також знаходять відображення в нарисах та оповіданнях «Петроградское житіє», «Завідувачі паніки» (1917), «Торгова Русь», «Розум на мотузочці», «Вулична естетика», «В ринку» (1918), фейлетони «Пёсье время», «Трошки про Леніна», «Ми віримо», «Дочекалися», «Дезертири» (1917), «Насіння» (1918).
Наприкінці 1918 року разом з А. Аверченко Теффі поїхала до Києва, де повинні були відбутися їх публічні виступи, і після півтора року поневірянь українським півднем (Одеса, Новоросійськ, Катеринодар) дісталася через Константинополь до Парижа. Судячи по книзі «Спогади», Теффі не збиралася їхати з Росії. Рішення було прийнято спонтанно, несподівано для неї самої: «Побачена вранці цівочка крові біля воріт комісаріату, повільно повзуча цівка впоперек тротуару перерізала дорогу життя назавжди. Переступити через неї не можна. Йти далі не можна. Можна повернутися і бігти».
Теффі згадує, що її не залишала надія на швидке повернення, хоча своє ставлення до Жовтневої революції вона визначила давно: «Звичайно, не смерті я боялася. Я боялася розлючених харь зі спрямованим прямо мені в обличчя ліхтарем, тупої ідіотської злості. Холоду, голоду, темряви, стуку прикладів об паркет, криків, плачу, пострілів і чужої смерті. Я так втомилася від усього цього. Я більше цього не хотіла. Я не могла більше».

### В еміграції
У Берліні та Парижі продовжували виходити книги Теффі, і винятковий успіх супроводжував їй до кінця довгого життя. В еміграції у неї вийшло більше десятка книг прози і тільки два віршованих збірники: «Шамрам» (Берлін, 1923) і «Passiflora» (Берлін, 1923). Пригніченість, тугу і розгубленість у цих збірниках символізують образи карлика, горбаня, плачучого лебедя, срібного корабля смерті, сумного журавля.
В еміграції Теффі писала оповідання, малюючи дореволюційну Росію, все те ж обивательське життя, яке вона описувала у збірниках, виданих на батьківщині. Меланхолійний заголовок «Так жили» об'єднує ці розповіді, що відображають крах надій еміграції на повернення минулого, повну безперспективність непривабливого життя в чужій країні. У першому номері газети «Останні новини» (27 квітня 1920 року) було надруковане оповідання Теффі «Ке фер?»  (франц. «Що робити?»), і фраза його героя, старого генерала, який, розгублено озираючись на паризькій площі, бурмоче: «це все добре… але que faire? Фер-то ке?», стала свого роду паролем для тих, хто опинилися у вигнанні.
Письменниця публікувалася у багатьох відомих періодичних виданнях російської еміграції («Спільна справа», «Відродження», «Кермо», «Сьогодні», «Ланка», «Сучасні записки», «Жар-Птиця»). Теффі випустила ряд книг оповідань — «Рись» (1923), «Книга Червень» (1931), «Про ніжності» (1938) — показали нові грані її таланту, як і п'єси цього періоду — «Момент істини» 1937, «Нічого подібного» (1939) та єдиний досвід роману — «Авантюрний роман» (1931). Жанрова приналежність роману, позначена в назві, викликала сумніви у перших рецензентів: було відзначено невідповідність «душі» роману (Б. Зайцев) заголовку. Сучасні дослідники вказують на схожість з авантюрним, крутійським, куртуазним, детективним романом, а також романом-міфом. Але своєю найкращою книгою вона вважала збірку оповідань «Відьма» (1936).
У творах Теффі цього часу помітно посилюються сумні, навіть трагічні мотиви. «Боялися смерті більшовицької — і померли смертю тут. Думаємо тільки про те, що тепер там. Цікавимося тільки тим, що приходить звідти», — сказано в одній з її перших паризьких мініатюр «Ностальгія» (1920).
Друга світова війна застала Теффі в Парижі, де вона залишилася через хворобу. Вона не співпрацювала із жодним виданням колабораціоністів, хоча голодувала й бідувала. Час від часу вона погоджувалася виступити з читанням своїх творів перед емігрантською публікою, якої з кожним разом ставало все менше.

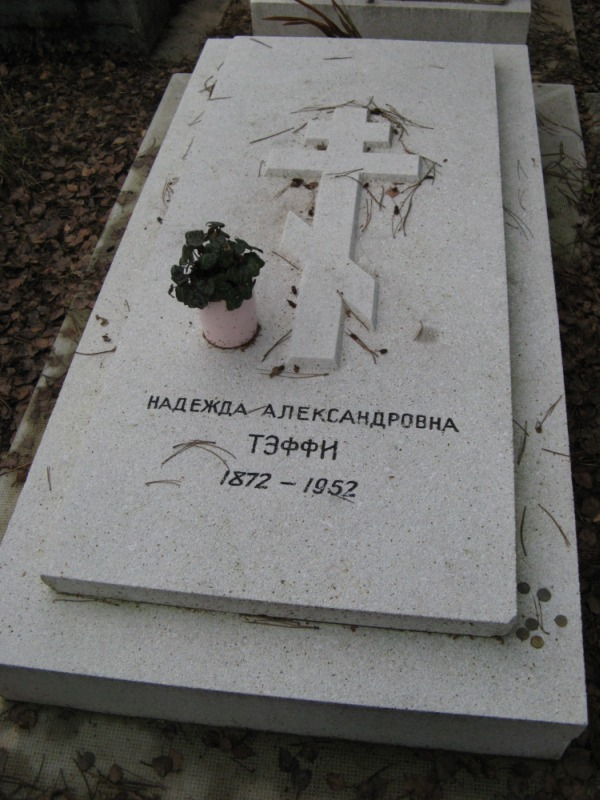
Могила Теффі на кладовищі Сент-Женев'єв-де-Буа

У 1930-ті роки Теффі звертається до мемуарного жанру. Вона створює автобіографічні оповідання «Перше відвідування редакції» (1929), «Псевдонім» (1931), «Як я стала письменницею» (1934), «45 років» (1950), а також художні нариси — літературні портрети відомих людей, з якими їй довелося зустрічатися. Серед них:
- Григорій Распутін;
- Володимир Ленін;
- Олександр Керенський;
- Олександра Коллонтай;
- Федір Сологуб;
- Костянтин Бальмонт;
- Ілля Рєпін;
- Аркадій Аверченко;
- Зінаїда Гіппіус;
- Дмитро Мережковський;
- Леонід Андрєєв;
- Олексій Ремізов;
- Олександр Купрін;
- Іван Бунін;
- Ігор Сєверянін;
- Мішші Сеспель;
- Всеволод Мейєрхольд.

Створюючи образи відомих людей, Теффі виділяє певну рису або якість, які видаються їй найбільш яскравими, підкреслюють індивідуальність людини. Своєрідність літературних портретів зумовлена авторською установкою «розповісти… просто як про живих людей, показати, якими я їх бачила, коли спліталися наші шляхи. Вони всі вже пішли, і вітер замітає снігом і пилом їх земні сліди. Про творчість кожного з них писали і будуть писати ще і ще, але просто живими людьми не багато їх покажуть. Я хочу розповісти про мої зустрічі з ними, про їх характери, примхи, дружбу і ворожнечу». Сучасники сприйняли книгу як «чи не найкраще з того, що нам досі дала ця талановита і розумна письменниця» (В. Голеніщев-Кутузов), як «епілог минулого і неповоротною життя» (М. Цетлін).
Теффі планувала писати про героїв Лева Толстого та Мігеля де Сервантеса, обійдених увагою критики, але цим задумам не судилося здійснитися. 30 вересня 1952 року в Парижі Теффі відсвяткувала іменини, а всього через тиждень померла.

### Видання, підготовлені Теффі
- Семь огней. — СПб.: Шиповник, 1910
- Юмористические рассказы. Кн. 1. — Спб.: Шиповник, 1910
- Юмористические рассказы. Кн. 2 (Человекообразные). — СПб.: Шиповник, 1911
- И стало так. — СПб.: Новый сатирикон, 1912
- Карусель. — СПб.: Новый сатирикон, 1913
- Миниатюры и монологи. Т. 1. — СПб.: изд. М. Г. Корнфельда, 1913
- Восемь миниатюр. — Пг.: Новый сатирикон, 1913
- Дым без огня. — СПб.: Новый сатирикон, 1914
- Ничего подобного, Пг.: Новый сатирикон, 1915
- Миниатюры и монологи. Т. 2. — Пг.: Новый сатирикон, 1915
- Неживой зверь. — Пг.: Новый сатирикон, 1916
- И стало так. 7-е изд. — Пг.: Новый сатирикон, 1917
- Вчера. — Пг.: Новый сатирикон, 1918
- Дым без огня. 9-е изд. — Пг.: Новый сатирикон, 1918
- Карусель. 4-е изд. — Пг.: Новый сатирикон, 1918
- Так жили. — Париж, 1920
- Чёрный ирис. — Стокгольм, 1921
- Сокровища земли. — Берлин, 1921
- Тихая заводь. — Париж, 1921
- Рысь. — Берлин, 1923
- Passiflora. — Берлин, 1923
- Шамран. Песни Востока. — Берлин, 1923
- Вечерний день. — Прага, 1924
- Городок. — Париж, 1927
- Книга Июнь. — Париж, 1931
- Авантюрный роман. — Париж, 1931
- Воспоминания. — Париж, 1931
- Ведьма. — Париж, 1936
- О нежности. — Париж, 1938
- Зигзаг. — Париж, 1939
- Все о любви. — Париж, 1946
- Земная радуга. — Нью-Йорк, 1952
- Жизнь и воротник
- Митенька
- Вдохновенье
- Свои и чужие

### Публікації в СРСР
- Взамен политики. Рассказы. — М.—Л.: ЗиФ, 1926
- Вчера. Юмористич. рассказы. — Киев: Космос, 1927
- Танго смерти. — М.: ЗиФ, 1927
- Сладкие воспоминания. — М.-Л.: ЗиФ, 1927

### Зібрання творів
- Собрание сочинений [в 7 тт.]. Сост. и подг. текстов Д. Д. Николаева и Е. М. Трубиловой. — М.: Лаком, 1998—2005.
- Собр. соч.: В 5 т. — М.: Книжный клуб ТЕРРА, 2008

### Інше
- Древняя история / Всеобщая история, обработанная «Сатириконом». — 1909
- Древняя история / Всеобщая история, обработанная «Сатириконом». — СПб.: изд. М. Г. Корнфельда, 1912
- Тэффи. Моя летопись / сост., предисл., примеч. С. С. Никоненко. — М. : ПРОЗАиК, 2016. — 655 с. — 2000 прим. — ISBN 978-5-91631-249-2.

## Критика
До творів Теффі в літературних колах ставилися вкрай позитивно. Письменник і сучасник Теффі Михайло Осоргін вважав її «одним з найбільш розумних і зрячих сучасних письменників».
Хоча вірші Теффі лаяв Валерій Брюсов, вважаючи їх занадто «літературними», Микола Гумільов зазначав з цього приводу: «Поетеса говорить не про себе і не про те, що вона любить, а про те, якою вона могла б бути, і про те, що вона могла б любити. Звідси маска, яку вона носить з урочистою грацією і, здається, іронією». Крім того, її творчість високо цінували Олександр Купрін, Дмитро Мережковський і Федір Сологуб. Літературна енциклопедія 1929-1939 повідомляє про поетесу вкрай розмито і негативно:
|  | Культ любові, хтивості, густий наліт східної екзотики й символіки, оспівування різних екстатичних станів душі — основний зміст поезії Т. Зрідка і випадково звучали тут мотиви боротьби з «самовладством», але соціальні ідеали Т. були вкрай невизначені. З початку 10-х рр. Т. перейшла до прози, видавши ряд збірок гумористичних оповідань. У них Т. поверхнево критикує деякі обивательські забобони і звички, в сатиричних сценках зображує життя петербурзького «напівсвіту». Іноді до уваги автора потрапляють представники трудового народу, з якими стикаються основні герої; це здебільшого кухарки, покоївки, малярі, представлені тупими і безглуздими істотами. Крім віршів і оповідань Т. написала і переклала ряд п'єс. Перша п'єса «Жіноче питання» була поставлена петербурзьким Малим театром; кілька інших йшло в різний час у столичних та провінційних театрах. В еміграції Т. написані розповіді, які малюють дореволюційну Росію, все те ж міщанське життя. Меланхолійний заголовок «Так жили» об'єднує ці розповіді, що відображають крах надій білоеміграції на повернення минулого, повну безперспективність непривабливого емігрантського життя. Розповідаючи про «солодкі спогади» емігранщини, Т. приходить до іронічного зображення дореволюційної Росії, показує тупість і нікчемність обивательського існування. Ці твори свідчать про жорстоке розчарування письменниці-емігрантки в людях, з якими вона пов'язала свою долю. |

## Екранізації
У Радянському Союзі було двічі екранізоване оповідання Теффі «Маляр»: однойменний сюжет за мотивами оповідання в киножурналі «Фитиль», (1967, у ролях Ія Саввіна та Євгеній Леонов) та новела в рамках телеспектаклю «сторінками „Сатирикону“» (1974, у ролях Маргарита Струнова і Євген Кузнєцов). Ще два оповідання — «Щасливе кохання» і «Спритність рук» — були екранізовані у другому випуску телеспектаклю «Альманах сатири і гумору» (1980).

## Пам'ять
- Бібліотека «Теффі» в Тіхвіні (Ленінградська обл.)[24].